# Cyrtonus elegans
Cyrtonus elegans é uma espécie de artrópode pertencente à família Chrysomelidae.